# تیم ملی فوتبال زیر ۱۹ سال جمهوری آذربایجان
تیم ملی فوتبال زیر ۱۹ سال جمهوری آذربایجان (ترکی آذربایجانی: Azərbaycan U-19 milli futbol komandası) نماینده فوتبال جمهوری آذربایجان در بازی‌های جهانی فوتبال زیر ۱۹ سال است.